# Enseignement à Nantes
Les établissements d'enseignement de la ville de Nantes relèvent de l'Académie de Nantes et dont elle abrite le rectorat. La ville compte plus de 200 établissements d'enseignement et de recherche, dont une part importante est constituée de structures privées.

## Enseignement primaire
En 2019, Nantes compte plus de 140 écoles sur son territoire, dont 113 écoles publiques et 31 écoles privées.

## Enseignement secondaire
Nantes compte 15 collèges publics et 17 collèges privés.
Il y a 10 lycées publics et 16 lycées privés, ainsi que 7 lycées professionnels publics et 9 lycées professionnels privés recensés par l'Académie de Nantes sur la ville.
Parmi les lycées les plus célèbres de Nantes, on compte les lycées Gabriel-Guist'hau et Georges-Clemenceau : ce dernier fut ouvert dès 1808 et c'est là que furent créées les premières classes préparatoires en 1824. De nombreuses personnalités ont effectué une partie de leur scolarité au lycée Georges-Clemenceau : Jules Verne, Julien Gracq, René Guy Cadou, Georges Clemenceau, Aristide Briand, Édouard Herriot ou encore Robert Badinter. Aujourd'hui, le Lycée Clemenceau accueille environ 1 700 étudiants. Le lycée Guist'hau fut lui un des premiers lycées de jeunes filles de France en 1882 et accueille aujourd'hui des classes préparatoires littéraires.
Le lycée Eugène-Livet est un établissement spécialisé dans les sciences et technologies : il prépare au baccalauréat général et au baccalauréat technologique sti2d et accueille aussi des sections d'arts appliqués, des BTS industriels et des classes préparatoires scientifiques. Ce lycée public est l'héritier de l'école fondée par Eugène Livet en 1846 devenue École nationale professionnelle en 1898 puis Lycée technologique en 1985.
Les autres lycées de l'enseignement public sont le troisième lycée « historique » , baptisé Jules-Verne, situé dans le centre de Nantes, et les établissements fondés depuis les années 1960, les lycées Albert-Camus, Carcouët, Gaspard-Monge-La Chauvinière, La Colinière, Leloup-Bouhier et Les Bourdonnières. Le lycée Nelson-Mandela est né en 2014 du regroupement des anciens lycées Leloup-Bouhier et Vial.
Parmi les établissements relevant de l'enseignement privé figure notamment l'externat des Enfants-Nantais, Notre-Dame-de-Toutes-Aides, Saint-Stanislas, Saint-Joseph-du-Loquidy.

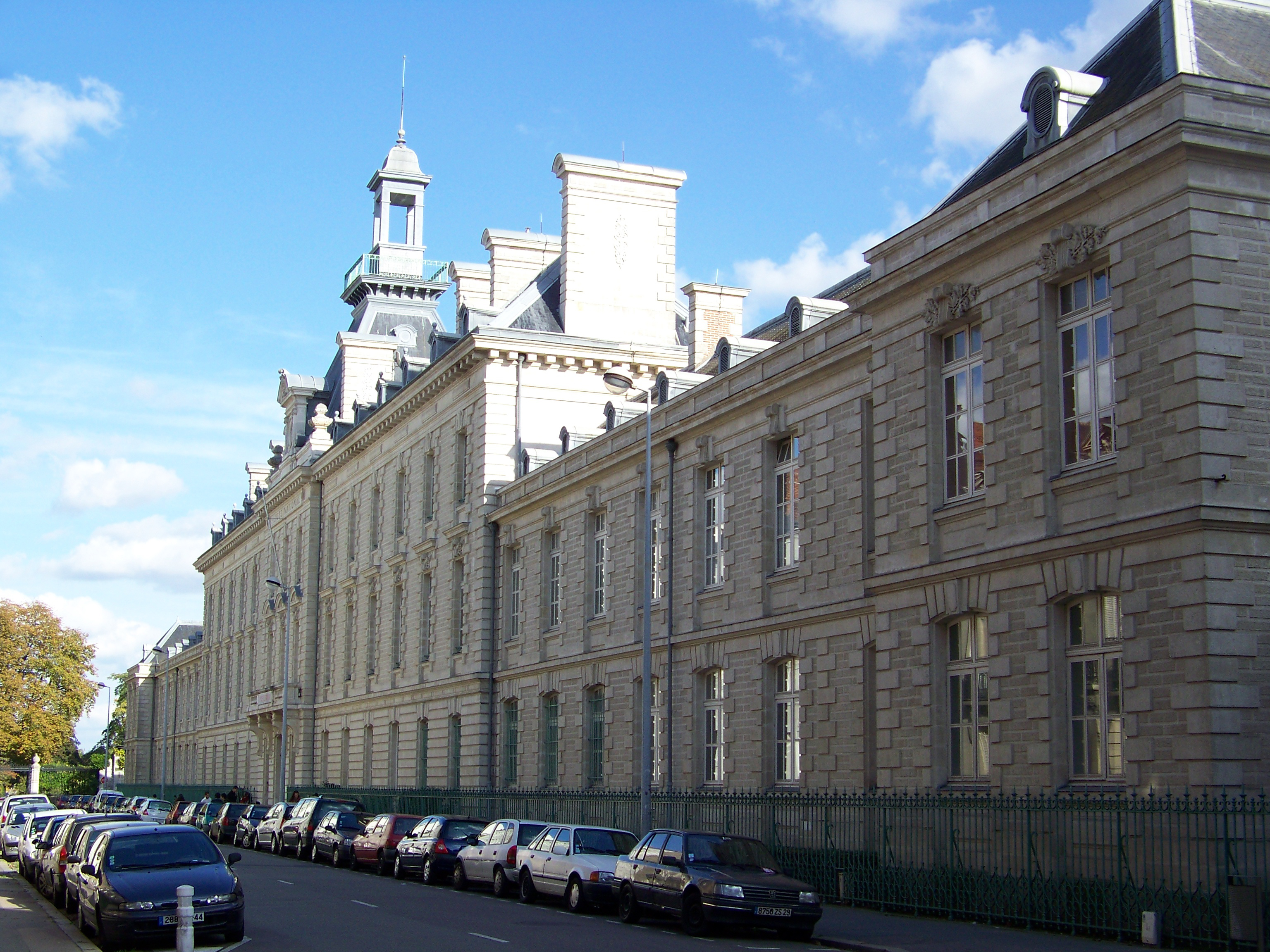
Lycée Georges-Clemenceau
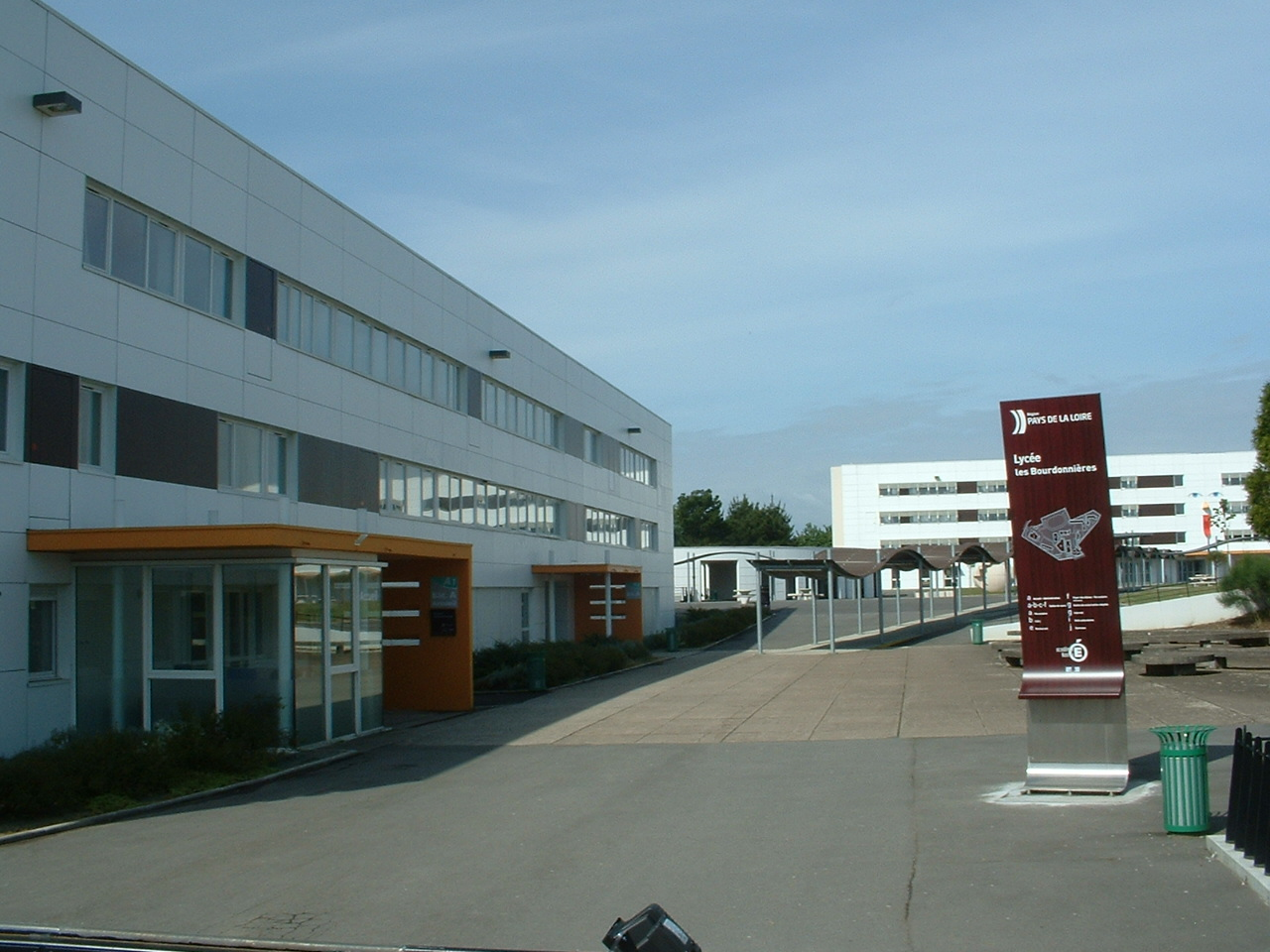
Lycée Les Bourdonnières
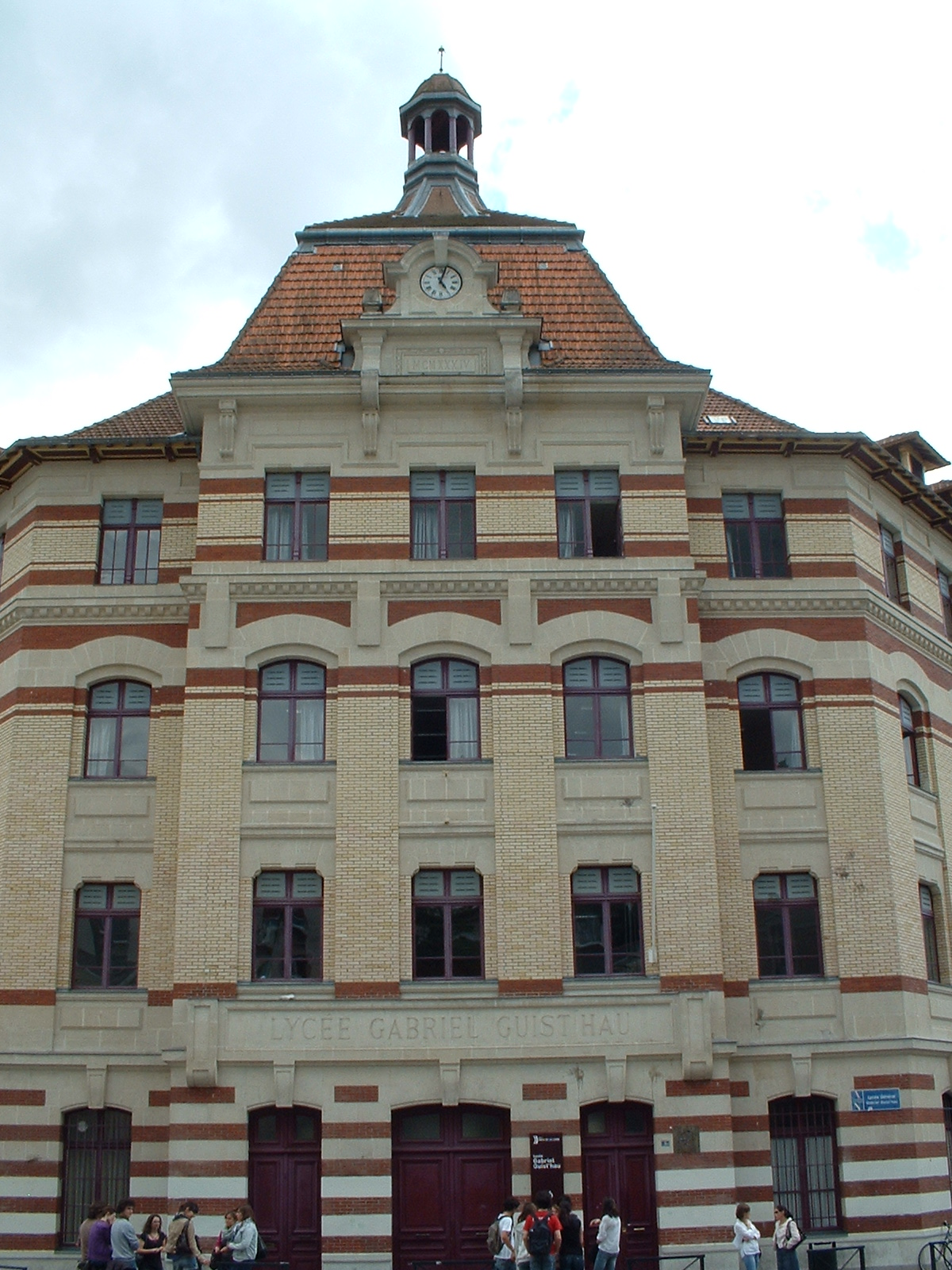
Lycée Gabriel-Guist'hau

## Enseignement supérieur et recherche
La ville compte 47 000 étudiants dont 34 000 étaient en formation initiale au sein de l'université de Nantes au cours de l'année 2007-2008.
L'université de Nantes a été créée sous sa forme actuelle le 29 décembre 1961 ; cependant elle trouve son origine dans l'Université de Bretagne fondée en 1461 par François II, duc de Bretagne, considérée comme une corporation. Elle est dissoute au moment de l'abolition des privilèges. Elle possède par ailleurs deux antennes universitaires situées l'une à Saint-Nazaire et l'autre à La Roche-sur-Yon. L'université de Nantes participe avec l'École centrale de Nantes, les universités d'Angers et du Mans au pôle de recherche et d'enseignement supérieur (PRES) dont le siège est situé à Nantes. L'objectif du PRES est de faire émerger un pôle d'excellence, attractif et visible dans la compétition internationale.

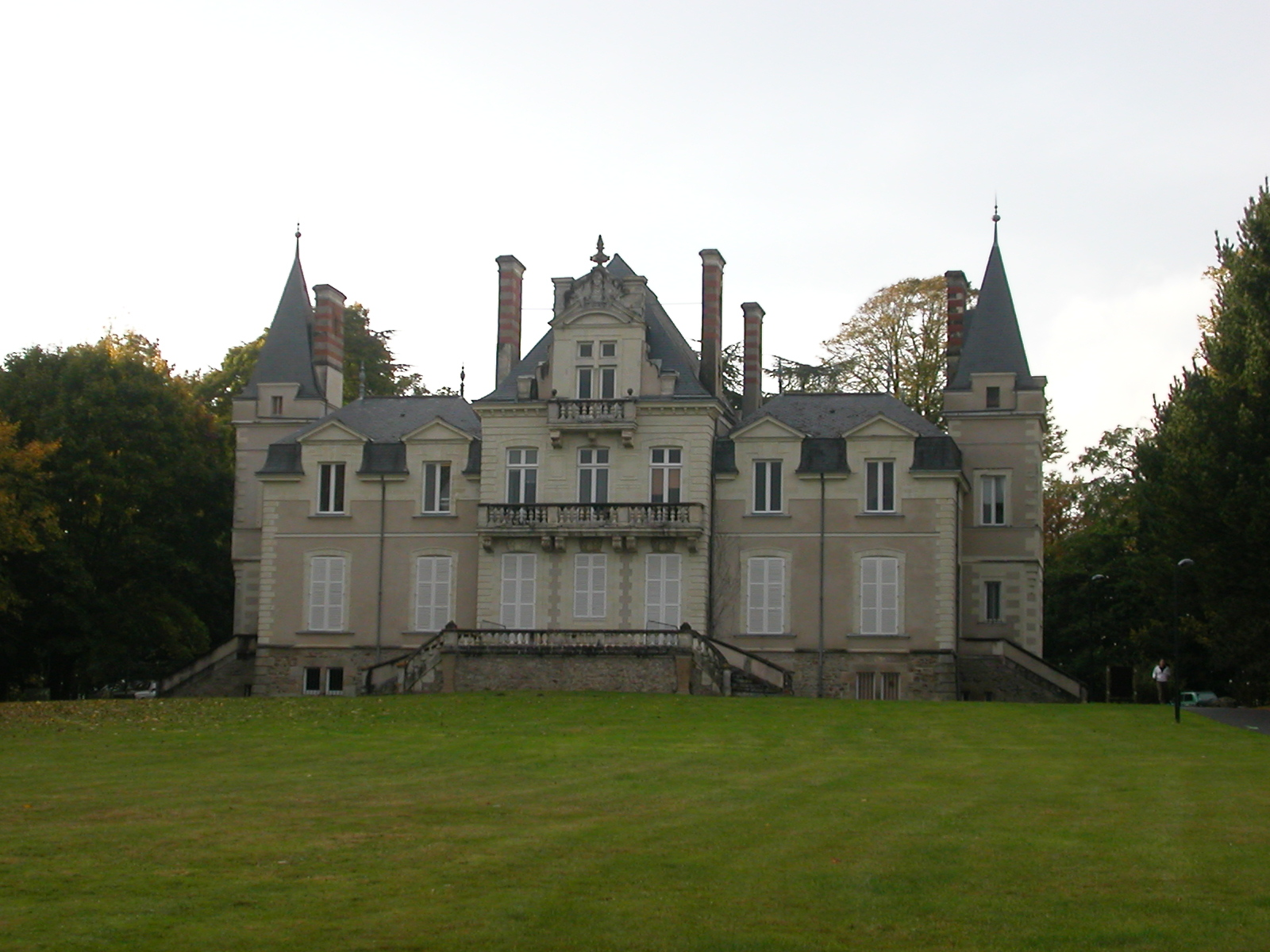
Le château du Tertre, l'un des campus de l'université de Nantes
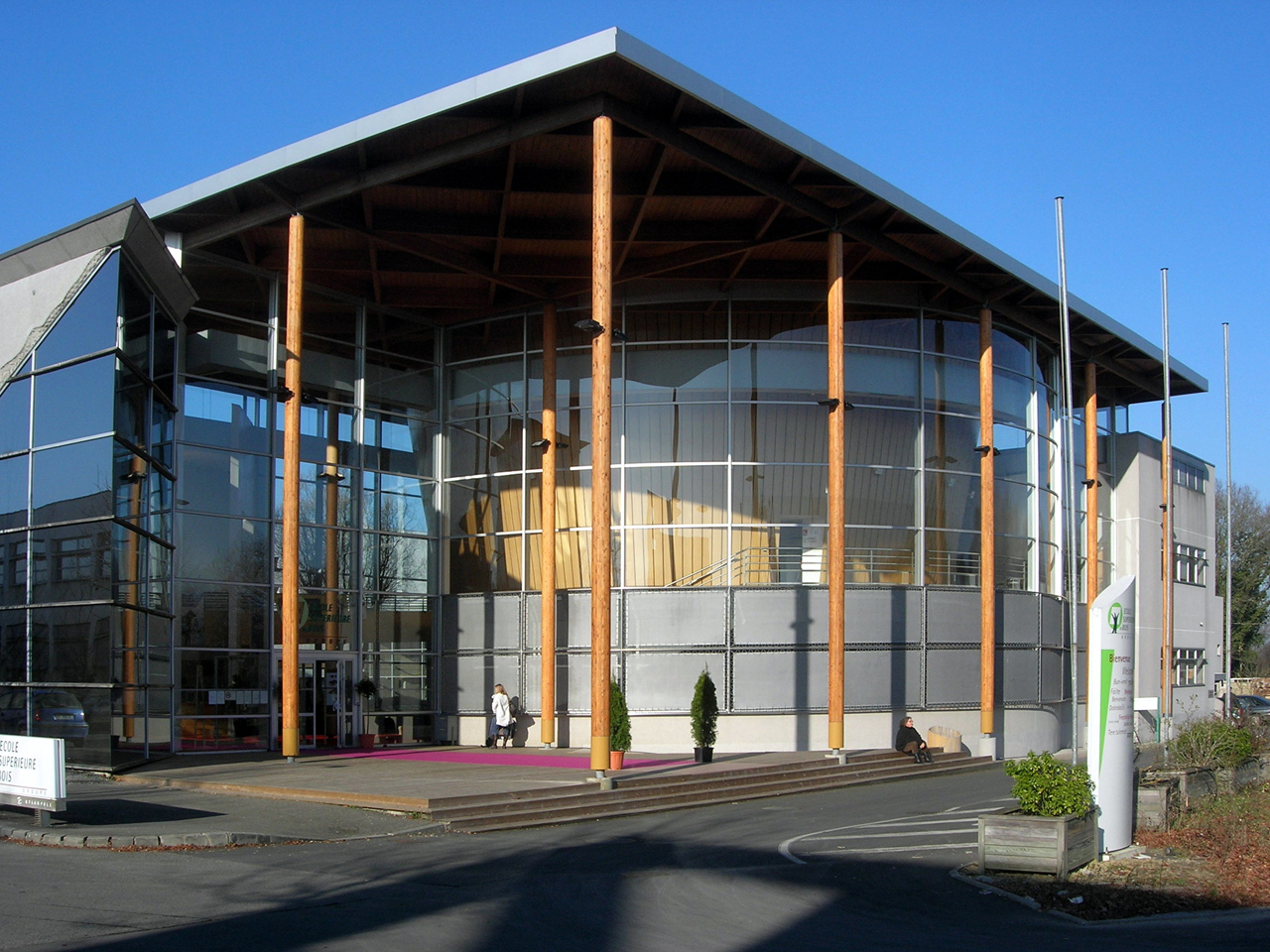
L'École supérieure du bois
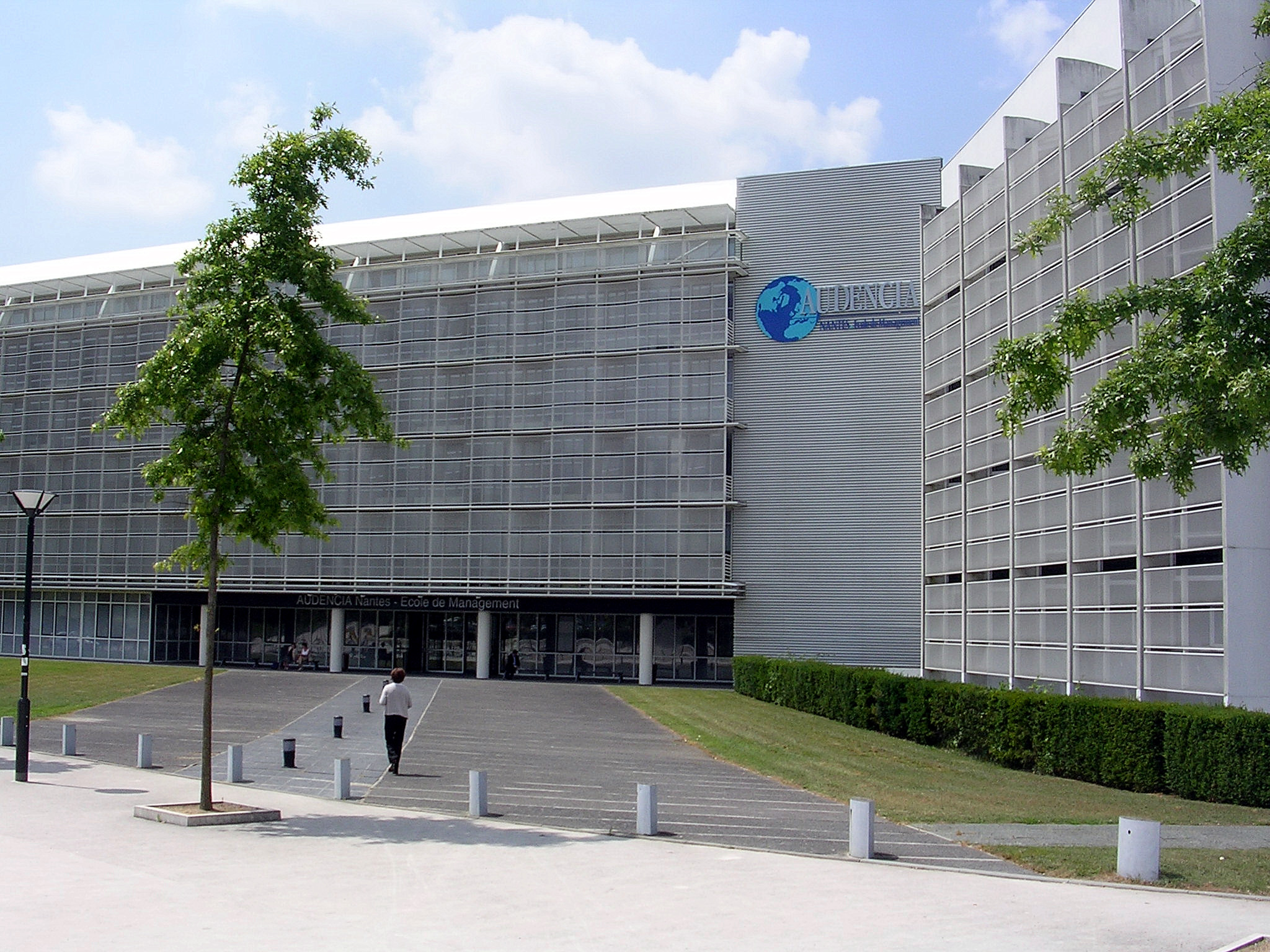
L'école de management Audencia

Outre l'université, à laquelle sont notamment rattachés l'Institut universitaire de formation des maîtres des Pays de la Loire, l'Institut universitaire de technologie de Nantes et l'École polytechnique de l'université de Nantes, Nantes accueille des établissements privés ou publics d'enseignements supérieurs et des organismes de recherche.

L'enseignement supérieur généraliste est assuré par Centre régional du Conservatoire national des arts et métiers, l'École centrale, IMT Atlantique (ex- École des mines) et l'Institut catholique d'arts et métiers. Dans le domaine du management on trouve Audencia. L'enseignement supérieur du commerce est prodigué par l'École atlantique de commerce, l'IDRAC et l'Institut supérieur européen de gestion. Le secteur de la communication est représenté par E-artsup Institut et Sciencescom. En ce qui concerne les arts appliqués on recense l'École Brassart, l'École de design Nantes Atlantique, l'École nationale supérieure d'architecture de Nantes, l'École supérieure des beaux-arts de Nantes Métropole et l'Institut Supérieur des Arts Appliqués. L'Institut des carrières européennes de l'expertise est spécialisé dans la comptabilité et la gestion, alors que l'École supérieure des Pays de la Loire Nantes groupe Forteam se consacre à la formation, l'emploi et les ressources humaines. L'École nationale vétérinaire, agroalimentaire et de l'alimentation, Nantes-Atlantique (Oniris) est le fruit du regroupement de l'École vétérinaire et de l'ENTIAA qui forme des ingénieurs spécialisés dans l'agroalimentaire et l'environnement. Les étudiants désireux de faire carrière dans l'informatique et les nouvelles technologies peuvent intégrer l'École pour l'informatique et les nouvelles technologies ou l'École privée des sciences informatiques. Enfin, il existe également l'École nationale de la Marine marchande de Nantes et l'École supérieure du bois.
La recherche est également présente à Nantes, où sont établis un centre de l'Institut national de la recherche agronomique, un centre de l'Ifremer, l'un des plus importants sur l'ensemble du territoire, consacré au golfe de Gascogne. On recense également le Réseau français des instituts d'études avancées dirigé par la Maison des sciences de l'homme Ange Guépin et des unités de recherche du CNRS (planétologie et géodynamique, génie civil et mécanique, entre autres). Le siège de l'Administration déléguée régionale Grand-Ouest et des unités de recherche de l'Inserm sont basés à Nantes.

## Enseignement bilingue
- Langue anglaise : deux crèches, une école primaire, deux collèges et trois lycées[8].
- Langue allemande : une crèche[9] et un lycée (Guist'hau)[10].
- Langue bretonne : il y a deux écoles Diwan à Nantes qui scolarisent 210 élèves à la rentrée 2018 en maternelle et primaire. Selon l'office public de la langue bretonne, 507 élèves sont scolarisés à Diwan ou dans les classes publiques bilingues en 2018, ce qui représente 1,7 % des effectifs du 1er degré à Nantes[11].